# Tatsuya Hori
Tatsuya Hori (堀達也, Hori Tatsuya) és un polític i ex-buròcrata japonés. Va ser governador de Hokkaidō des de l'any 1995 fins al 2003 per dos mandats sencers o huit anys. També ha estat director de l'Acadèmia Hokkai, president de la Universitat de Sapporo i director del Museu de Hokkaidō. Actualment és president de l'associació esportiva de Hokkaidō.
Tatsuya Hori va nàixer a la prefectura de Karafuto (actual óblast de Sakhalín) el 22 de novembre de 1935, però va créixer a la vila d'Engaru, a la subprefectura d'Okhotsk. L'any 1954 es graduà de batxillerat a Engaru. Després, l'any 1958, es graduà del departament de silvicultura de la facultat d'agricultura de la Universitat de Hokkaidō, entrant a treballar el mateix any al govern de Hokkaidō. Dins del govern regional, fou destinat a l'oficina d'orientació forestal de la subprefectura d'Abashiri.
Durant molts anys va dur a terme diverses ocupacions dins de l'estructura governamental de Hokkaidō, la majoria relacionades amb la seua àrea de treball, la silvicultura i, l'any 1993, fou nomenat vicegovernador de Hokkaidō per l'aleshores governador, el socialista Takahiro Yokomichi. Ja a l'any 1995, Hori va decidir presentar-se a les eleccions a governador d'aquell any com a candidat independent però amb el suport del Partit Socialista del Japó (PSJ), el Partit del Nou Progrés (PNP), el Kōmeitō i l'Associació Democràtica Socialista. Hori guanyà aquelles eleccions, derrotant per una important diferència de vots a la seua principal oponent, la candidata del centre-dreta Hideko Itō, antiga membre de la Cambra de Representants del Japó pel PSJ. A les següents eleccions de 1999, Hori revalidà el seu càrrec, aquesta vegada també com a independent però amb el suport de totes les formacions amb representació parlamentària amb excepció del Partit Comunista del Japó (PCJ), derrotant altra vegada a Hideko Itō, que s'havia tornat a presentar a les eleccions però aquesta vegada sense el suport de cap altre partit. Tot i la inicial bona sintonia entre Hori i els socialistes, el Partit Socialdemòcrata (PSD), successor del PSJ, va anunciar la seua retirada de la coalició de govern i el suport parlamentàri a meitat de la segona legislatura.

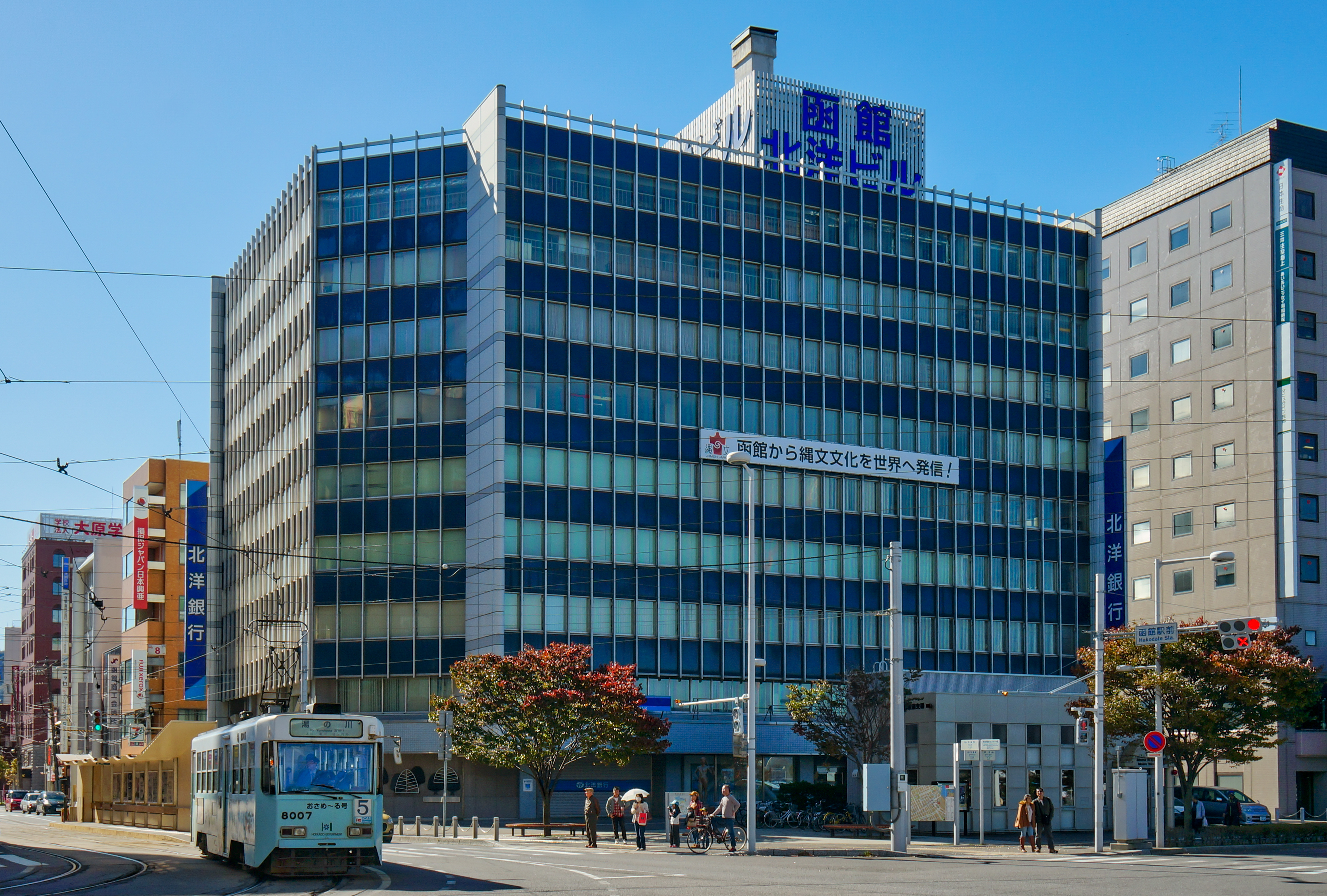
Antiga seu del Banc d'Explotació a Hakodate

Després de la fallida del Banc d'Explotació de Hokkaidō (Takugin) l'any 1997, Hori va declarar l'estat d'emergència i va demanar reformes estructurals per a Hokkaidō, no obstant això, va declarar que les altes despeses en obres públiques a la regió havien deixat les finances d'aquesta en mal estat i aquestes havien produït la fugida de bons professionals. També durant el seu mandat deixà d'existir el Departament de Desenvolupament de Hokkaidō, integrant-se totalment dins l'estructura del Ministeri d'Afers Interns i Comunicacions del Japó l'any 2001. En matèria diplomàtica, va establir un procés de cooperació econòmica i cultural amb l'óblast de Sakhalín, la seua terra natal i veïna de Hokkaidō, arribant a fer una visita oficial a l'illa al novembre de 1998, reunint-se amb l'aleshores governador Igor Farkhutdinov.
Inicialment, Hori va tractar de presentar-se a les eleccions per tercera vegada, però el Partit Demòcrata (successor electoral del PSJ) el veia massa proper al Partit Liberal Democràtic (PLD), de centre-dreta, i va decidir cercar un candidat entre els seus militants. Per altra banda, el PLD veia a Hori com a un candidat lleugerament escorat a l'esquerra i també buscaren el seu pròpi candidat. Així doncs, Tatsuya Hori va decidir no presentar-se a les eleccions a governador de 2003, on fou elegida nova governadora Harumi Takahashi, la primera dona al càrrec, independent però molt propera i recomanada pel PLD.
Després de deixar el càrrec de governador, ha estat president de l'associació esportiva de Hokkaidō des de l'any 2004 i president de la Universitat de Sapporo des de 2004 fins a l'any 2009. Entre els anys 2009 i 2015, va exercir com a professor convidat a la Universitat d'Agricultura de Tòquio. Des de l'any 2010 al 2013, Hori va ser director del Memorial de Colonització de Hokkaidō (actualment i des de 2015, Museu de Hokkaidō).